# Best Ballads
Best Ballads — второй сборник американской рок-группы Toto, изданный в 1995 году.

## Об альбоме
Сборник был издан в 1995 году лейблом Columbia Records в странах Европы и Бенелюкса. В США его выпустили с большим запозданием — 6 января 2004 года.
Критик Allmusic считает, что Best Ballads, включающий в себя 17 композиций, похож на поздние компиляции Toto — восхитительный Love Songs и The Essential Toto (2003), состоящий из лучших хитов коллектива. Диск содержит лучшие песни в творчестве группы, включая «Africa», «Rosanna» и «I'll Be Over You». Некоторые треки, по мнению рецензента, можно было и поменять на другие. «Right Part of Me», не включенная в альбом, имеет право на нём присутствовать. 
Как полагает обозреватель Allmusic, Best Ballads отлично подходит для тех поклонников, которым нравятся лёгкие композиции.
В хит-парадах пластинка заняла невысокие позиции, хотя в Нидерландах она добралась до 19 места.

## Список композиций
| №   | Название                | Автор(ы)                                | Длительность |
| --- | ----------------------- | --------------------------------------- | ------------ |
| 1.  | «A Secret Love»         | Стив Поркаро, Дэвид Пейч, Бобби Кимболл | 3:07         |
| 2.  | «I'll Be Over You»      | Стив Люкатер, Рэнди Гудрам              | 3:49         |
| 3.  | «Africa»                | Пейч, Джефф Поркаро                     | 4:54         |
| 4.  | «99»                    | Пейч                                    | 5:13         |
| 5.  | «Mama»                  | Пейч, Кимболл                           | 5:13         |
| 6.  | «Somewhere Tonight»     | Люкатер, Пейч, Дж. Поркаро              | 3:42         |
| 7.  | «Takin' It Back»        | С.Поркаро                               | 3:45         |
| 8.  | «I Won't Hold You Back» | Люкатер                                 | 4:56         |
| 9.  | «Anna»                  | Люкатер, Гудрам                         | 4:58         |
| 10. | «Georgy Porgy»          | Пейч                                    | 4:09         |
| 11. | «Lea»                   | С.Поркаро                               | 4:30         |
| 12. | «It's a Feeling»        | С.Поркаро                               | 3:04         |
| 13. | «Rosanna»               | Пейч                                    | 5:30         |
| 14. | «Angela»                | Пейч                                    | 4:43         |
| 15. | «Only You»              |                                         | 4:22         |
| 16. | «Out of Love»           | Жан Мишель Байрон, Люкатер              | 5:54         |
| 17. | «2 Hearts»              | Люкатер                                 | 5:02         |

## Чарты
| Страна     | Позиция |
| ---------- | ------- |
| Австрия    | 34      |
| Германия   | 31      |
| Нидерланды | 19      |
| Швейцария  | 32      |

## Участники записи
- Жан Мишель Байрон — вокал (дорожка 16), композитор
- Бобби Кимболл — вокал (дорожки 1, 3, 13)
- Стив Люкатер — гитара, вокал (дорожки 2, 4, 8, 9, 10, 13, 14, 15, 17), композитор
- Дэвид Пейч — клавишные, вокал (дорожка 3), композитор
- Майк Поркаро, Дэвид Хьюнгейт — бас-гитара
- Джефф Поркаро — ударные, перкуссия, композитор
- Джозеф Уильямс — вокал (дорожки 6, 11)
- Стив Поркаро — синтезатор, клавишные, вокал (дорожки 7, 12), композитор